# Konzulat Republike Slovenije v Taškentu
Konzulat Republike Slovenije v Taškentu je diplomatsko-konzularno predstavništvo (konzulat) Republike Slovenije s sedežem v Taškentu (Uzbekistan); spada pod okrilje Veleposlaništvu Republike Slovenije v Ruski federaciji.
Trenutni častni konzul je Aliser T. Ishakov.